# 安達献
安達 献（あだち けん）は、北海道生まれ。日本の医師、日本の医学者。消化器内科医。
国立病院機構相模原病院（旧国立相模原病院）病院長。

## 略歴
北里大学医学部卒業後、医師免許を取得し、その後、北里大学内科（消化器内科）研究員を経て国立相模原病院消化器内科に勤務する。
- 1983年（昭和58年）  北里大学医学部卒業
- 1990年（平成2年）  　医学博士号取得
- 1991年（平成3年）　  国立相模原病院消化器内科医員
- 1995年（平成7年）　  王立アデレード病院消化器科留学
- 1999年（平成11年）　国立相模原病院消化器内科医長
- 2013年（平成25年）　国立病院機構相模原病院統括診療部長
- 2015年（平成27年）　国立病院機構相模原病院副院長
- 2022年（令和4年）　  国立病院機構相模原病院院長

## 役職
- 国立病院機構相模原病院　院長。

## 所属学会・団体
- 日本癌治療学会
- 日本胃癌学会
- 日本内科学会（認定医、指導医）
- 日本消化器学会（専門医、指導医）
- 日本消化器内視鏡学会（専門医、指導医）

## 著書・共著・その他
- 1993年度厚生労働省がん研究助成金（班友）：Helicobacter pylori と胃癌との関連性についての研究―胃癌における血中抗HP抗体測定の有用性についての研究―
- 1995年度国費留学（王立アデレード病院消化器科）：小腸のmotilityについての研究：Evidence that nitric oxide mechanisms regulate small intestinal motility inhumans(GUT,1(44),p72~76,1999)共著[1]
- Characterization of Small Intestinal Pressure Wave in Ambulant Subjects Recorded with a Novel Portable Manometric System(Digestive Diseases and Sciences,44(11),p2157~2164,1999)共著[2]
- 北里大学医学部生化学教室（堀田恭子教授）との共同研究：慢性関節リウマチ患者における長期持続投与されたNSAIDs起因性胃潰瘍の難治要因の検討：Analysis of mucin composition in gastric juices of chronic rheumatic patients with upper gastrointestinal damage(Biomedical Reseach,26(4),p147~151,2005)共著[3]
- 国立病院機構相模原病院アレルギー科との共同研究：好酸球性多発血管炎性肉下種症の消化管病変の研究：Th17 cells reflect colon submucosal pathologic changes in active eosinophilic granulomatosis with polyangiitis(BMC　Immunology,p1~12,2015)